# Lindsey Haun
Lindsey Haun (* 21. November 1984) ist eine US-amerikanische Schauspielerin, Regisseurin und Sängerin.

## Leben und Karriere
Lindsey Haun ist die Tochter des Gitarristen Jimmy Haun. Bereits im Alter von drei Jahren drehte sie erste Werbespots. Nach mehreren Rollen als Kinderdarstellerin in diversen Fernsehfilmen wurde sie 1995 in dem Horrorfilm Das Dorf der Verdammten einem breiteren Publikum bekannt. Für ihre Rolle in dem Disney-Channel-Fernsehfilm Die Farbe der Freundschaft wurde sie 2000 für den Young Artist Award nominiert.
2004 steuerte sie für den Fernsehfilm Brave New Girl einige Songs für den Soundtrack bei, seitdem ist sie auch als Sängerin aktiv. Auch auf den Soundtracks ihrer Filme Broken Bridges und Shrooms – Im Rausch des Todes ist sie zu hören.
Von 2009 bis 2012 hatte sie die wiederkehrende Nebenrolle der Hadley Hale in der Fernsehserie True Blood. Seit 2012 arbeitet Haun auch als Regisseurin für Musikvideos und Kurzfilme.

## Filmografie (Auswahl)

### Als Darstellerin
- 1991: Anything But Love (Fernsehserie, Episodenrolle)
- 1992: Camp Wilder (Fernsehserie, Episodenrolle)
- 1993: Ich will mein Kind! (Desperate Rescue: The Cathy Mahone Story, Fernsehfilm)
- 1994: Deep Red (Fernsehfilm)
- 1994: Children of the Dark – Kinder der Dunkelheit (Children of the Dark, Fernsehfilm)
- 1994: Diagnose: Mord (Diagnosis Murder, Fernsehserie, Episodenrolle)
- 1994: Melrose Place (Fernsehserie, Episodenrolle)
- 1994: Jack Reed: Gnadenlose Jagd (Jack Reed: A Search for Justice, Fernsehfilm)
- 1995: Das Dorf der Verdammten (Village of the Damned)
- 1995–1997: Star Trek: Raumschiff Voyager (Star Trek: Voyager, Fernsehserie, 3 Folgen)
- 1996: Hinterm Mond gleich links (3rd Rock from the Sun, Fernsehserie, Episodenrolle)
- 1998: Addams Family – Und die lieben Verwandten (Addams Family Reunion)
- 2000: Die Farbe der Freundschaft (The Color of Friendship, Fernsehfilm)
- 2002: Malcolm mittendrin (Malcolm in the Middle, Fernsehserie, Episodenrolle)
- 2004: Brave New Girl (Fernsehfilm)
- 2005: Alias – Die Agentin (Alias, Fernsehserie, Episodenrolle)
- 2006: Eine himmlische Familie (7th Heaven, Fernsehserie, Episodenrolle)
- 2006: Broken Bridges
- 2007: Shrooms – Im Rausch des Todes (Shrooms)
- 2007: Without a Trace – Spurlos verschwunden (Without a Trace, Fernsehserie, Episodenrolle)
- 2007: Criminal Minds (Fernsehserie, Episodenrolle)
- 2008: Cold Case – Kein Opfer ist je vergessen (Cold Case, Fernsehserie, Episodenrolle)
- 2008: Rome & Jewel
- 2009–2012: True Blood (Fernsehserie, 7 Folgen)
- 2011: The Life Zone
- 2013: House of Last Things
- 2014: Graceland (Fernsehserie, 2 Folgen)
- 2015: Such a Small World (Fernsehserie, 15 Folgen)
- 2017: Bones – Die Knochenjägerin (Bones, Fernsehserie, Episodenrolle)
- 2017: High & Outside: A Baseball Noir
- 2018: 6 Balloons (Stimme)

### Regie
- 2014: Hanky Panky (Kurzfilm)
- 2015: Coming To (Kurzfilm)
- 2015: Exquisite Corpse I (Kurzfilm)
- 2016: Nanoblood (Kurzfilm)
- 2016: Exquisite Corps II (Kurzfilm)